# Busquilla plantei
Busquilla plantei är en kräftdjursart som beskrevs av Manning 1978. Busquilla plantei ingår i släktet Busquilla och familjen Squillidae. Inga underarter finns listade i Catalogue of Life.